# Aleksandr Boričevskij
Aleksandr Jaroslavovič Boričevskij (in russo Александр Ярославович Боричевский?; 25 giugno 1970) è un ex discobolo russo.

## Palmarès
| Anno | Manifestazione | Sede     | Evento           | Risultato | Misura  | Note |
| ---- | -------------- | -------- | ---------------- | --------- | ------- | ---- |
| 1996 | Olimpiadi      | Atlanta  | Lancio del disco | 31º       | 56,46 m |      |
| 1997 | Mondiali       | Atene    | Lancio del disco | 28º       | 57,90 m |      |
| 1999 | Mondiali       | Siviglia | Lancio del disco | 8º        | 63,59 m |      |
| 2000 | Olimpiadi      | Sydney   | Lancio del disco | 15º       | 61,98 m |      |
| 2003 | Mondiali       | Parigi   | Lancio del disco | 20º       | 60,21 m |      |
| 2004 | Olimpiadi      | Atene    | Lancio del disco | 25º       | 58,19 m |      |